# Calamagrostis rigescens
Calamagrostis rigescens là một loài thực vật có hoa trong họ Hòa thảo. Loài này được (J.Presl) Scribn. mô tả khoa học đầu tiên năm 1899.